# قاسم بن هارون
قاسم بن هارون یکی از فرزندان هارون‌الرشید، خلیفهٔ عباسی بود، که در طی تعیین نظام جانشینی توسط هارون، به جهت سفارش شخصی به نام عبدالملک بن صالح، به عنوان جانشین مأمون تعیین شد و ابقا و خلع او نیز به مأمون واگذار شد. هارون نیز در هنگام تقسیم سرزمین‌های امپراتوری میان سه فرزند خود، امارت سرزمین جزیره و قلاع و بعضی از مناطق آذربایجان و روم را به قاسم اهدا کرد. پس از وفات هارون و سلسله کشمکش‌هایی که میان امین و مأمون در جهت جانشینی وی صورت گرفت، امین در سال ۱۹۴ هجری/ ۸۰۹ میلادی، قاسم را نیز از حکومت جزیره برکنار کرد و به بغداد فرا خواند. امین همچنین پس از عزل مأمون از جانشینی خود، قاسم را نیز از جانشینی عزل نمود.